# Chordodes mobensis
Chordodes mobensis är en tagelmaskart som beskrevs av Sciacchitano 1958. Chordodes mobensis ingår i släktet Chordodes och familjen Chordodidae. Inga underarter finns listade i Catalogue of Life.